# عثمان الهامور
عثمان الهامور (مواليد 22 مارس 1992، لاعب كرة قدم إماراتي يجيد اللعب في الدفاع.
لعب سابقاً في نادي الشارقة في الفئات السنية و نادي الوحدة ونادي الوصل في دوري الخليج العربي الإماراتي و لعب بعدها مع نادي الحمرية .